# Magdeleine Dayot
Magdeleine Dayot (1885-1956) est une artiste peintre, décoratrice, et critique d'art française.

## Biographie
Fille de Mériem Lasky, née à Oran, et d'Armand Dayot, célèbre critique d'art et futur directeur entre autres de la revue L'Art et les Artistes, Madeleine Dayot (dite plus tard Magdeleine ou Magdeleine A. Dayot), avant même de perfectionner ses connaissances artistiques, expose pour la première fois très jeune, puisque, âgée de seulement 7 ans, elle montre un pastel de sa composition au Salon des pastellistes de Paris en avril 1891, un Portrait d'enfant.
Elle est élève de l'Académie Julian (1905). En février 1912, elle fait ses véritables débuts, cette fois au Salon des arts décoratifs du pavillon de Marsan, proposant un paravent peint. La même année, elle expose au Salon d'Automne, des fleurs peintes dans un style postimpressionniste. En mars 1913, elle présente des natures mortes au Cercle de l'union artistique, puis une toile remarquée, Souvenir d'Espagne, au salon de la Société nationale des beaux-arts. En février 1914, elle rejoint le groupe La Bretagne artistique. Elle revient ensuite au salon de la Société nationale des beaux-arts avec une nature morte, Tête de carton et fleurs de papier.
Durant la Première guerre mondiale, Dayot est la secrétaire de l'Œuvre du vêtement du prisonnier de guerre, action pour laquelle est reçoit la médaille de la Reconnaissance.
Après la guerre, Magdeleine Dayot poursuit sa participation avec la Société nationale des beaux-arts, en 1919, 1920 et 1921. 
Elle participe également en 1921 au Salon des indépendants, puis de nouveau en 1922 ; cette année-là, son travail est particulièrement remarqué au Salon des arts décoratifs du pavillon de Marsan, où elle présente des sortes de paravents sur fond rouge.
En janvier 1924, elle participe à la 12e exposition de la Société moderne à la galerie Devambez. C'est à cette époque qu'elle commence à travailler pour la manufacture de Sèvres qui lui commandes des motifs décoratifs.
Par la suite, Dayot devient une habituée du Salon des Tuileries, et revient régulièrement au Salon d'Automne.
En 1931, durant l'Exposition coloniale internationale, elle montre un tapis remarqué, qui est exposé dans le Palais colonial de la Porte dorée ; ce travail est le fruit d'une collaboration avec les Ateliers de Tapis France Orient, à Marseille, sous la direction de Zareh Tchouhadjian. Par la suite, Dayot reçoit de nombreuses commandes de tapis, entre autres par les magasins À la Place Clichy. 
En octobre 1932, elle est nommée chevalier de la Légion d'honneur.
En octobre 1934, elle reprend la direction de la revue L'Art et les Artistes, fondée par son père en 1905 ; Magdeleine y écrivait depuis quelques années déjà, des articles critiques. Elle va maintenir la revue en vie jusqu'à la veille du déclenchement de la Seconde Guerre mondiale. Ouverte au débat, elle convoque par exemple, sur la question de la « crise de l'art », plusieurs personnalités du monde de la critique d'art, dont Waldemar-George, jugé rétrospectivement comme trop conservateur. Dayot laisse d'intéressants articles de fond sur des créatrices, et, féministe engagée, elle participait à de nombreuses manifestations réunissant uniquement des femmes artistes. Elle fut l'une des plus enthousiastes sur le travail de Tamara de Lempicka.
Assez discrète après 1939, elle vécut, célibataire, jusqu'à sa mort en 1956, au 14 de la rue Saint-Dominique.

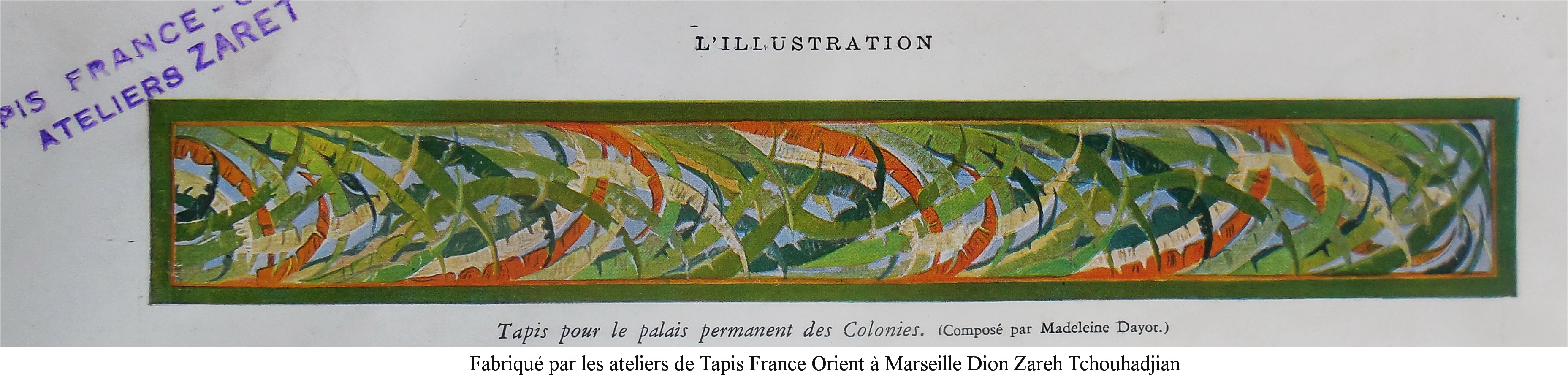
Reproduction du tapis exposé en 1931 (L'Illustration), actuellement exposé au Musée du Quai Branly - Jacques-Chirac.

## Collections publiques
- Tête de carton (fleurs de papier) (1914), huile sur toile, Ambassade de France à Belgrade[20].
- L'Obus bleu (1919), huile sur toile, Préfecture de l'Eure-et-Loir[21].
- Karquerranne (1924), huile sur toile, Sénat français[22].
- Vase de fleurs (1927), huile sur toile, Maison des journalistes (Paris)[23]
- Paysage provençal (1927), huile sur toile, Mairie de Troyes[24].
- Paysage breton (vers 1929), huile sur toile, Centre national des arts plastiques[25].
- Les restangues (1929), huile sur toile, Ministère de la Défense (Paris)[26].
- Paysage (1931), huile sur toile, musée de Saint-Maur-des-Fossés[27].
- Tapis (1931), Musée du Quai Branly - Jacques-Chirac[28].
- Les deux agaves, paysage provençal (vers 1932), huile sur toile, Mairie de Mérigny[29].
- Quelques fleurs de France (1938), aquarelles, Royal Collection Trust[30].

## Distinctions
- Médaille de la Reconnaissance française (1919)
- Officier du Nichan Iftikhar (Tunisie)[4]
- Chevalier de la Légion d'honneur (1932)